# Lundhags
Lundhags Skomakarna AB, bedst kendt under varemærket Lundhags, er en svensk virksomhed og hofleverandør til det kongelige svenske hof. Lundhags etableredes i 1932 af skomager Jonas Lundhag i nærheden af Östersund; i 1973 flyttede virksomheden til Järpen. Ved siden af hovedproduktet vandrestøvler, som virksomheden er berømt for, fremstiller Lundhags også funktionel beklædning, rygsække og turskøjter.